# Supercars Endurance
O Supercar Endurance, também conhecido por Iberian Supercar Endurance, é uma competição automóvel de velocidade essencialmente orientada para viaturas das categorias GT4 e TCR e disputada em circuitos de Portugal e Espanha. 
Em 2022 e 2023, com um calendário de quatro provas, o Supercars Endurance teve duas provas disputadas em solo português e outras duas em solo espanhol. Três das provas foram em concomitância com o Campeonato de Portugal de Velocidade. 
Para 2024, o Supercars Endurance dividiu-se em três competições: Iberian Supercars (com duas provas em Espanha e duas em Portugal), o Campeonato de Portugal de Velocidade e o Supercars España. O Supercars España acabaria por se vir a chamar Supercars Jarama RACE. 

## Calendário de Provas para 2024
| Data           | Prova    |
| -------------- | -------- |
| 25/26-Maio     | Jerez    |
| 15/16-Junho    | Jarama   |
| 13/14-Julho    | Estoril  |
| 28/29-Setembro | Valencia |
| 26/27-Outubro  | Portimão |
| 29/30-Novembro | Estoril  |

## Calendário de Provas de 2023
| Data           | Prova                |
| -------------- | -------------------- |
| 6/7-Maio       | Portimão             |
| 10/11-Junho    | Jarama               |
| 1/2-Julho      | Jerez de la Frontera |
| 25/26-Novembro | Estoril              |

A prova agendada no calendário para o Circuito Internacional de Vila Real, disputada no fim de semana de 15 e 16 de Julho, era extra-campeonato e apenas pontuável para o Campeonato de Portugal de Velocidade.